# The Predator
The Predator es el tercer álbum en solitario del rapero estadounidense Ice Cube. Lanzado en el mes de los Disturbios de Los Ángeles en 1992, muchas canciones incluyen comentarios sobre tensiones raciales. En parte, el título del álbum es en referencia a la película Predator 2, y el álbum en sí incluye samples de la película. A pesar de no ser su álbum más exitoso críticamente, The Predator es el más exitoso comercialmente, alcanzando el disco de doble platino en los Estados Unidos.

## Lista de canciones
- "Check Yo Self (the Message Remix)", "It Was A Good Day (Remix)", "24 Wit An L", y "U Aint Gonna Take My Life" fueron incluidas como material bonus más adelante en la versión remasterizada.

| #  | Título                              | Intérprete(s)      | Productor(es)              | Samples | Duración |
| -- | ----------------------------------- | ------------------ | -------------------------- | --- | -------- |
| 1  | "The First Day of School (intro)"   | *Intro*            | Ice Cube                   | - Excerpt from the motion picture American Me | 1:20     |
| 2  | "When Will They Shoot?"             | Ice Cube           | DJ Pooh, Bob Cat, Ice Cube | - "Oh Honey" by Delegation - "No Vaseline" by Ice Cube - "We Will Rock You" by Queen - "Treat Her Like a Prostitute" by Slick Rick - "Take Me to the Mardis Gras" by Bob James - "Grand Verbalizer, What Time is It" by X-Clan - "Giggin' Down 103rd" by Charles Wright & the Watts 103rd Street Rhythm Band | 4:36     |
| 3  | "I'm Scared (Insert)"               | *Interlude*        | Ice Cube                   | | 1:32     |
| 4  | "Wicked"                            | Ice Cube           | Torcha Chamba, Ice Cube    | - "Looseys" by Das EFX - "Funky Worm" by The Ohio Players - "You Can Make It If You Try" by Sly & The Family Stone - "Can't Truss It" by Public Enemy - "Welcome to the Terrordome" by Public Enemy | 3:55     |
| 5  | "Now I Gotta Wet 'Cha"              | Ice Cube           | DJ Muggs                   | - "Get Out of My Life, Woman" by Solomon Burke - "Aqua Boogie (A Psychoalphadiscobetabioaquadoloop)" by Parliament - Song playing during the intro is "Guerillas in tha Mist" by Da Lench Mob | 4:03     |
| 6  | "The Predator"                      | Ice Cube           | DJ Pooh                    | - "East Coast" by Das EFX - "Superman Lover" by Johnny "Guitar" Watson - Dialogue from Predator 2 | 4:03     |
| 7  | "It Was a Good Day"                 | Ice Cube           | DJ Pooh                    | - "Let's Do It Again" by Staple Singers - "Come On Sexy Mama" by The Moments - "Footsteps In the Dark" by The Isley Brothers - "Sir Nose D'Voidoffunk (Pay Attention- B3M)" by Parliament | 4:19     |
| 8  | "We Had to Tear This Mothafucka Up" | Ice Cube           | DJ Muggs                   | - "The Funeral" by Ice Cube - "Get Down" by Gene Russel - "Subway Inn" by Duke Jordan - "Blind Alley" by The Emotions | 4:23     |
| 9  | "Fuck 'Em (Insert)"                 | *Interlude*        | Sir Jinx                   | | 2:02     |
| 10 | "Dirty Mack"                        | Ice Cube           | Mr. Woody                  | - "Aqua Boogie", "P-Funk (Wants to Get Funked Up)" & "Unfunky UFO" by Parliament | 4:34     |
| 11 | "Don't Trust 'Em"                   | Ice Cube           | Rashad, Ice Cube, DJ Pooh  | - Excerpt from the film Scarface - "Poison" by Bel Biv Devoe - "A Bitch Iz A Bitch" by N.W.A - "Green Earrings" by Steely Dan - "Don't Believe the Hype" by Public Enemy | 4:06     |
| 12 | "Gangsta's Fairytale 2"             | Ice Cube, Lil Russ | Pocketts, Ice Cube         | - "Distant" by A Taste of Honey - "Sir Nose D'Voidoffunk" by Parliament - "Impeach the President" by The Honey Drippers - "Sing A Simple Song" by Sly & The Family Stone | 3:19     |
| 13 | "Check Yo Self"                     | Ice Cube, Das EFX  | DJ Muggs, Ice Cube         | - "Mustang Sally" by Wilson Pickett - "The New Style" by The Beastie Boys - "Memphis Underground" by Herbie Mann - Excerpt from the film Juice | 3:42     |
| 14 | "Who Got the Camera?"               | Ice Cube           | Sir Jinx                   | - Excerpt from the film Die Hard - "All We Need is Another Chance" by The Escorts - "Just a Friendly Game of Baseball" by Main Source - "I Gotta Thang, You Gotta Thang, Everybody Gotta Thang" by Funkadelic - "Good Ole Music" by Funkadelic - "It Aint Whatcha Got" by Jimmy McGriff & Junior Parker      | 4:37     |
| 15 | "Integration (Insert)"              | *Interlude*        | Ice Cube                   | | 2:31     |
| 16 | "Say Hi to the Bad Guy"             | Ice Cube           | Sir Jinx                   | - "I Aint Got Nobody" by Sly and the Family Stone - "P-Funk (Wants to Get Funked Up) by Parliament | 3:19     |

## Sencillos del álbum
"Wicked"
- Lanzamiento: 21 de octubre de 1992
- B-side: "U Ain't Gonna Take My Life"

"It Was A Good Day"
- Lanzamiento: 23 de febrero de 1993
- B-side: "We Had To Tear This Dirty Motha Up" (12") or "It Was A Good Day" (Instrumental) (Promo Single)

"Check Yo Self" ["The Message" Remix Version]
- Lanzamiento: 20 de julio de 1993
- B-side: "It Was A Good Day (Remix)", "24 With A L"

## Posición en las listas

### Álbum
| Año  | Álbum        | Posición en las listas | Posición en las listas |
| Año  | Álbum        | Billboard 200          | Top R&B/Hip Hop Albums |
| 1992 | The Predator | #1                     | #1                     |

### Sencillos
| Año  | Canción             | Posición en las listas | Posición en las listas           | Posición en las listas | Posición en las listas |                                    |
| Año  | Canción             | Billboard Hot 100      | Hot R&B/Hip-Hop Singles & Tracks | Hot Rap Singles        | Rhythmic Top 40        | Hot Dance Music/Maxi-Singles Sales |
| 1992 | "Wicked"            | #55                    | #31                              | #1                     | -                      | #31                                |
| 1993 | "Check Yo Self"     | #20                    | #1                               | #1                     | #18                    | #1                                 |
| 1993 | "It Was A Good Day" | #15                    | #7                               | #1                     | #13                    | -                                  |